# Marlene Dietrich
Marie Magdalene "Marlene" Dietrich (Berlim, 27 de dezembro de 1901 — Paris, 6 de maio de 1992) foi uma atriz e cantora alemã, naturalizada estadunidense.
Dietrich manteve grande popularidade ao longo de sua longa carreira no show business, por continuamente reinventar-se, profissionalmente. Em 1920, em Berlim, ela atuou nos palcos e em filmes mudos. Seu desempenho como Lola-Lola em O Anjo Azul (1930), dirigido por Josef von Sternberg, lhe trouxe fama internacional, resultando em um contrato com a Paramount Pictures. Dietrich estrelou em filmes de Hollywood tais como Marrocos (1930), O Expresso de Xangai (1932) e Desejo (1936). Com muito sucesso, ela moldou uma persona glamurosa e exótica, indo ao super-estrelato e tornando-se uma das atrizes mais bem pagas de sua época.
A artista também é notável em sua colaboração humanitária durante a Segunda Guerra Mundial, abrigando exilados e ajudando-os financeiramente. Por essa luta, ela recebeu honras nos Estados Unidos, França, Bélgica e Israel. Embora ainda fizesse filmes ocasionalmente após a guerra, Dietrich passou a maior parte dos anos 1950 e 1970 com uma turnê mundial, onde cantava canções de seus filmes e discos.
Em 1999, o American Film Institute nomeou Dietrich a nona maior estrela feminina do cinema clássico de Hollywood.

## Biografia

### Primeiros anos
Marie Magdalene Dietrich nasceu em 27 de dezembro 1901 no Leberstrasse 65, na Rote Insel em Schöneberg, agora um bairro de Berlim, Alemanha. Ela era a mais jovem de duas filhas (a irmã Elisabeth era um ano mais velha) de Wilhelmina Elisabeth Josephine (nascida Felsing) e Louis Erich Otto Dietrich, que se casaram em dezembro de 1898. A mãe de Dietrich era de uma família bem-sucedida em Berlim, dona de uma joalheria e relojoaria, e seu pai era um tenente da polícia que morreu em 1907. Seu melhor amigo Eduard von Losch, um aristocrata e primeiro tenente nos Granadeiros, cortejou Wilhelmina e se casou com ela em 1916, mas ele morreu logo depois de ferimentos sofridos durante a Primeira Guerra Mundial. Eduard von Losch nunca adotou oficialmente as meninas Dietrich, por isso o sobrenome de Marlene Dietrich nunca foi Von Losch, como por vezes tem sido reivindicado. A família dela apelidou-a de "Lena" e "Lene" (pronuncia-Lay-neh). Com cerca de 11 anos de idade, ela contraiu seus dois primeiros nomes para formar o nome "Marlene".

### Carreira na Alemanha: teatro e cinema
Dietrich frequentou a Escola das Meninas Auguste-Viktoria entre 1907-1917  e se formou na Victoria-Luise-Schule (hoje Goethe-Gymnasium Berlin-Wilmersdorf) em 1918. Ela estudou violino e se interessou pelo teatro e poesia quando adolescente. Seu sonho, que era de se tornar uma violinista de concerto, foi reduzido quando ela machucou o pulso, mas em 1922 ela teve seu primeiro emprego, tocando violino em uma orquestra que acompanhava os filmes mudos em um cinema em Berlim. No entanto, ela foi demitida depois de apenas quatro semanas.
Suas primeiras aparições de palco profissionais foram como corista, em turnê com Guido Thielscher-Kabarett, no estilo vaudeville, e com Rudolf Nelson em teatro de revista de Berlim. Em 1922, Dietrich fez teste, sem sucesso, para o diretor teatral e empresário Max Reinhardt; no entanto, ela logo se viu trabalhando em teatros como corista e em pequenos papéis de dramas, mas sem atrair grandes atenções. Ela fez sua estreia no cinema, em um pequeno papel, no filme “The Little Napoleon” (1923). 
Ela conheceu seu futuro marido, Rudolf Sieber, no set de outro filme feito naquele ano, “Tragödie der Liebe”. Dietrich e Sieber se casaram em uma cerimônia civil em Berlim em 17 de maio de 1923. A sua única filha, Maria Elisabeth Sieber, nasceu em 13 de dezembro de 1924.
Dietrich continuou a trabalhar no teatro e no cinema tanto em Berlim, quanto em Viena em toda a década de 1920. No palco, ela teve papéis de importância em “Pandora’s Box” de Frank Wedekind, “A Megera Domada” de William Shakespeare e Sonho de uma Noite de Verão, bem como “Voltar de Matusalém” de George Bernard Shaw e “Misalliance”. Mas foi em musicais e espetáculos, como "Broadway", "Es Liegt in der Luft", e "Zwei Krawatten", no entanto, que ela atraiu a maior atenção. Ao final da década de 1920, Dietrich também estava interpretando papéis importantes nas telas, incluindo “Café Elektric” (1927), “Ich Küsse Ihre” (1928) e “Das Schiff der verlorenen Menschen” (1929).

### Parceria com Josef von Sternberg, Hollywood e o estrelato

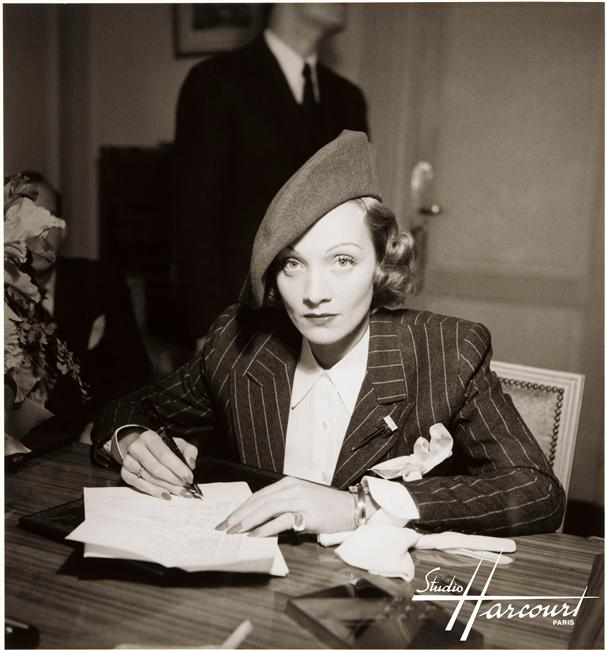
Marlene no Studio Harcourt em Paris, 1938.

Em 1929, Dietrich conseguiu o papel de Lola-Lola, uma cantora de cabaré sexy, que provoca a decadência de um professor, até então respeitado, que se apaixona por ela, na produção da UFA “Der Blaue Engel“ (IN: The Blue Angel; PT: O Anjo Azul) (1930). Josef Von Sternberg dirigiu o filme e, posteriormente, assumiu o crédito por ter "descoberto" Marlene Dietrich. O filme também é notável por ter introduzido a canção assinatura de Dietrich, "Falling in Love Again", que ela gravou para Electrola e mais tarde fez mais gravações na década de 1930 para Polydor e Decca Records.
Em 1930, com a força de “Der Blaue Engel” que foi sucesso internacional, e com o incentivo e promoção de Josef Von Sternberg, Dietrich se mudou para o Estados Unidos sob contrato com a Paramount Pictures. O estúdio procurou comercializar Dietrich como uma resposta alemã a superestrela sueca Greta Garbo, da rival Metro-Goldwyn-Mayer. Sternberg acolheu-a com presentes, incluindo um verde Rolls-Royce Phantom II. O carro mais tarde apareceu em seu primeiro filme americano Marrocos.
Marlene Dietrich atuou em seis filmes dirigidos por von Sternberg na Paramount entre 1930 e 1935. Os dois trabalharam para criar a imagem glamurosa e de femme fatale da artista. Ele a encorajou a perder peso e a treinou intensivamente como atriz e ela, por sua vez, estava disposta a confiar nele e seguir sua direção, por vezes imperiosa, e a que uma série de outros artistas resistiam. 
Sua primeira colaboração da América, “Marrocco” (1930), novamente a colocou como uma cantora de cabaré; o filme é mais lembrado pela sequência em que ela executa uma canção vestida como um homem, de gravata branca e beija outra mulher na boca, o que era bastante provocante para a época. O filme colocou Dietrich em sua única indicação ao Oscar de Melhor Atriz.

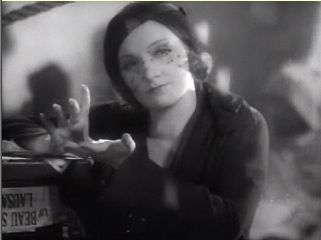
Dietrich em cena do filme Marrocos de 1930

Morocco foi seguido por Dishonored, um grande sucesso, com Dietrich como a espiã Mata Hari, e Blonde Venus (1932), um fracasso de crítica e de bilheteria. Shanghai Express, que foi apelidado, pelos críticos, como "Grand Hotel sobre rodas", foi sob a direção de Sternberg o maior sucesso de bilheteria de Dietrich, tornando-se também o filme de maior bilheteria de 1932. Dietrich trabalhou sem Sternberg pela primeira vez em três anos no drama romântico “Cântico dos Cânticos” (1933), como uma camponesa alemã ingênua, sob a direção de Rouben Mamoulian. Finalizando a parceria com The Scarlet Empress (1934) e The Devil is Women (1935), este último o mais estilizado das suas colaborações, eram seus filmes de menor bilheteria. Dietrich mais tarde afirmou que ela estava em seus mais belos dias em The Devil is Women. Uma parte crucial do efeito cinematográfico foi criada pela habilidade excepcional de Sternberg em iluminação e fotografia, usando em Dietrich um ótimo uso de luz e sombra, incluindo o impacto da luz transmitida através de um véu ou de ripas (como por exemplo, em Xanghai Express) - que, quando combinado com escrupulosa atenção a todos os aspectos da cenografia e figurinos, fazem desta série de filmes entre os mais visualmente elegantes da história do cinema. Os críticos ainda vigorosamente debatem quanto do crédito pertencia a Sternberg ou a Dietrich, mas a maioria concorda que os dois jamais repetiram tamanho valor artístico quando deixaram de trabalhar em conjunto. A colaboração de uma atriz e um diretor na criação de sete filmes ainda é incomparável na história do cinema.
O primeiro filme de Dietrich após o fim de sua parceria com Sternberg foi sob a direção de Frank Borzage Desireé (1936), um sucesso comercial que deu Dietrich uma oportunidade de tentar comédias românticas. Seu próximo projeto, Soldier (1936), terminou em uma confusão quando o filme foi paralisado por várias semanas, devido a problemas de script, programação confusa e decisão do estúdio de demitir o diretor, Ernst Lubitsch. 

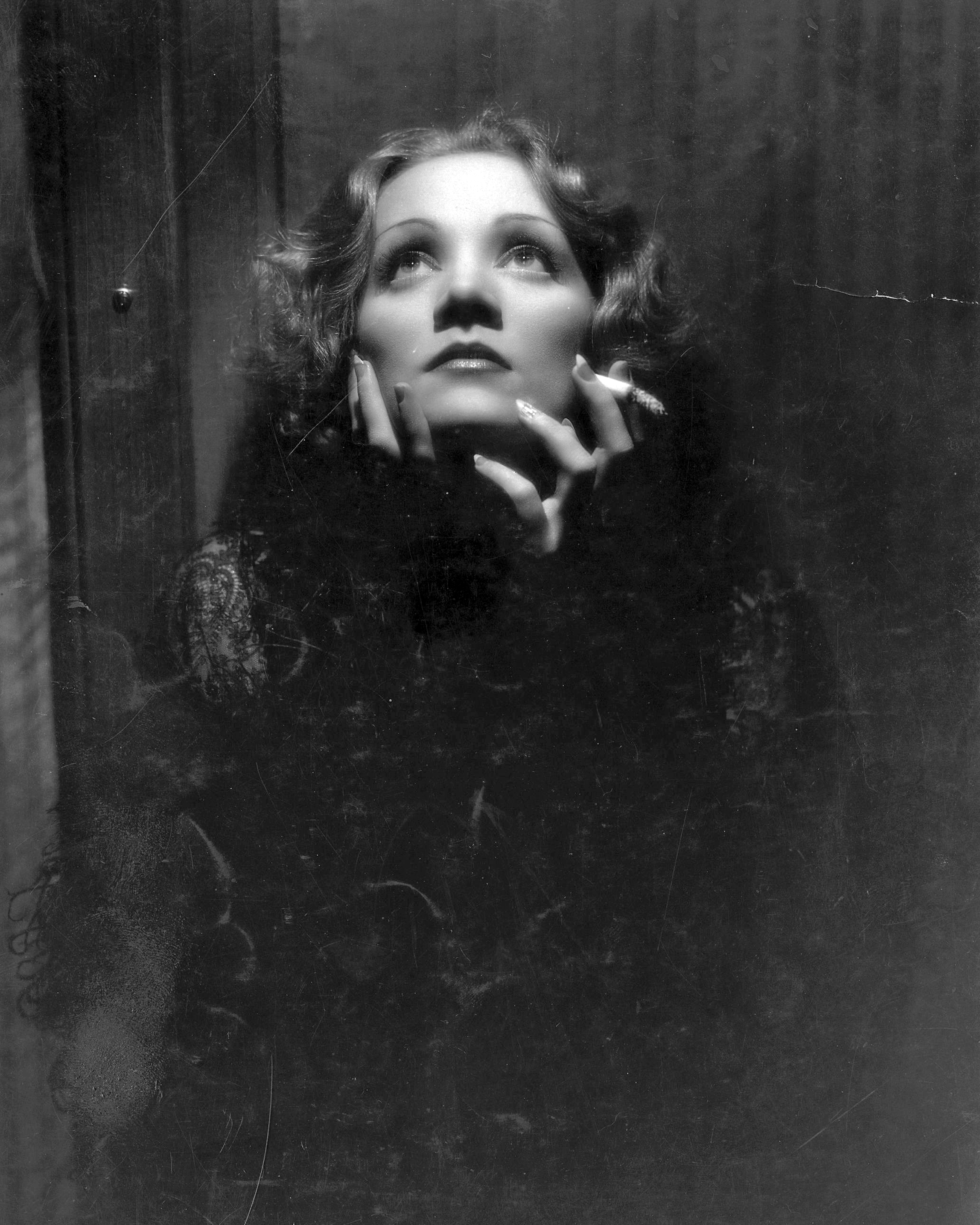
Marlene Dietrich em "O Expresso de Xangai"

Ofertas extravagantes atraíram Marlene Dietrich para longe da Paramount para fazer seu primeiro filme colorido The Garden of Alah (1936) para o produtor independente David O. Selznick, recebendo US$ 200 000, e na Grã-Bretanha para a produção de Alexander Korda, Cavaleiro Sem Amor (1937), com um salário de US$ 450 000. Embora ela fosse uma das estrelas de cinema mais bem pagas, sua popularidade havia diminuído. Por esta altura, Dietrich estava em 126° no ranking de bilheteria, e expositores de cinema americanos a proclamaram como "veneno para bilheterias", em maio de 1938, posto que ela dividia com Greta Garbo, Joan Crawford, Mae West, Katharine Hepburn e Fred Astaire, entre outros.
Enquanto estava em Londres, funcionários do Partido Nazista se aproximaram e ofereceram contratos lucrativos a ela; deveria concordar em voltar para a Alemanha como a estrela de cinema mais importante no Terceiro Reich. Recusou suas ofertas e tornou-se cidadã dos Estados Unidos em 1937.
Voltou para a Paramount para fazer Angel (1937), uma comédia romântica dirigida por Ernst Lubitsch; a recepção ao filme foi desfavorável, levando a Paramount a rescindir o contrato de Dietrich. Quando projetos de filmes em outros estúdios rarearam, Dietrich e sua família partiram para uma temporada prolongada na Europa.
Em 1939, com o incentivo de Josef von Sternberg, aceitou a oferta do produtor Joe Pasternak (apesar do cachê reduzido e personagem totalmente diferente de tudo que ela estava acostumada a fazer) para estrelar a comédia Destry Rides Again, contracenando com James Stewart. Anteriormente Pasternak tinha tentado assinar um contrato para Marlene Dietrich na Universal Studios após o lançamento de The Blue Angel. O papel picante renovou sua carreira e uma canção que ela introduziu no filme (The Boys in the Backroom), se tornou um sucesso, quando ela gravou para a Decca. Ela interpretou tipos semelhantes em “Sete Pecadores” (1940) e The Spoilers (1942), ambos ao lado de John Wayne.
Dietrich nunca recuperou totalmente seu antigo sucesso nas telas, mas continuou atuando em filmes, incluindo aparições para diretores ilustres, como Alfred Hitchcock, Fritz Lang, Orson Welles e Billy Wilder, em filmes que incluem A Foreign Affair (1948), Stage Fright (1950), Rancho Notorious (1952), Witness for the Prosecution (1957), e Touch of Evil (1958).

### A Segunda Guerra Mundial

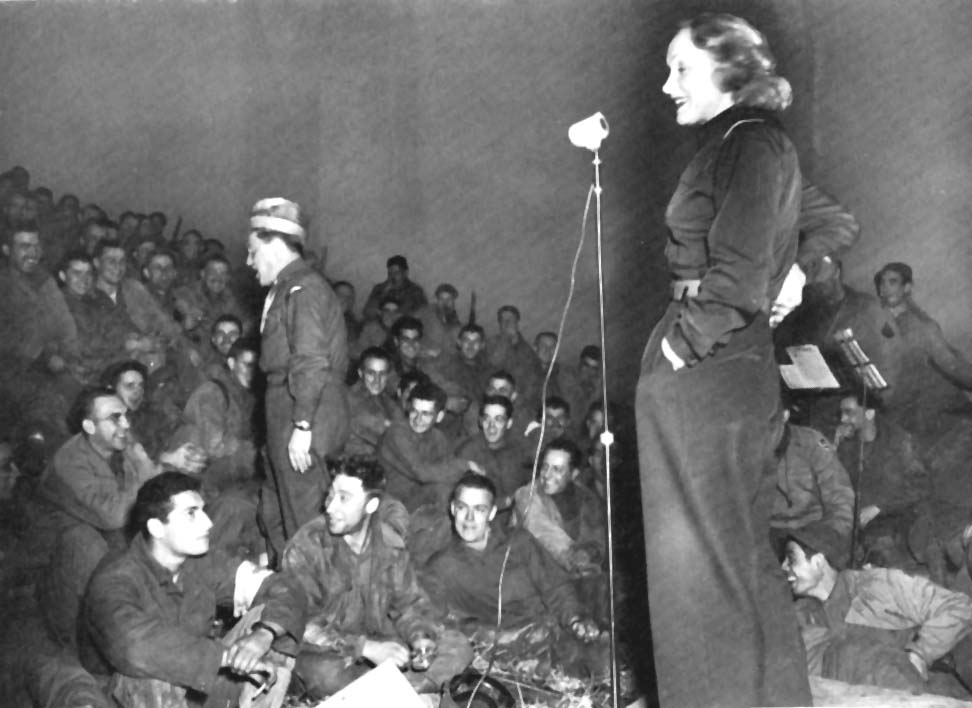
Marlene Dietrich cantando para os soldados, em 1944

Dietrich era conhecida por ter fortes convicções políticas e por falar delas. Foi uma opositora apaixonada do nazismo. Antes e durante a guerra, enfentou Hitler, quando, por exemplo, ele tentou atraí-la de volta à Alemanha com a autorização de fazer qualquer filme à sua escolha (um cheque quase em branco), e ela, antinazista convicta, rejeitou furiosamente a oferta. Por esse motivo, seus filmes foram proibidos na Alemanha. Quando Hitler começou a prender judeus, ela financiou a fuga de vários amigos. No final dos anos 1930, Dietrich criou um fundo com Billy Wilder e vários outros alemães para ajudar os judeus e dissidentes a escaparem da Alemanha. Em 1937, todo o seu salário do filme “Cavaleiro Sem Armadura” (US$ 450 000) foi doado para ajudar os refugiados. Em 1939, ela tornou-se uma cidadã americana e renunciou à sua cidadania alemã. Em dezembro de 1941, os EUA entraram na Segunda Guerra Mundial, e Dietrich tornou-se uma das primeiras celebridades a angariar bônus de guerra. Ela percorreu os EUA, a partir de janeiro de 1942 a setembro 1943 (onde aparece diante de 250 000 tropas na Pacific Coast de sua turnê solo) e foi ela quem mais vendeu bônus de guerra do que qualquer outra estrela.
Durante dois passeios no OSU entre 1944 e 1945, ela se apresentou para as tropas Aliadas na linha de frente na Argélia, Itália, Grã-Bretanha e França, em seguida, foi para a Alemanha com os generais James M. Gavin e George S. Patton. Quando perguntada por que correria um risco tão grande óbvio de estar a poucos quilômetros de linhas alemãs – especialmente quando o governo nazista havia colocado uma recompensa de sete dígitos em sua cabeça –, ela respondeu: "aus Anstand" (por decência). Billy Wilder mais tarde afirmou que ela estava mais na linha de frente que Eisenhower. Sua revista, com Danny Thomas como seu ato de abertura, incluiu canções de seus filmes, performances usando uma serra como instrumento musical (uma habilidade que ela tinha originalmente adquirido para aparências do período em que viveu em Berlim na década de 1920) e um ato de fingir "leitura mental". Dietrich informava ao público que ela podia ler mentes e pedia-lhes para se concentrar no que viesse em suas mentes. Então, ela caminhava até um soldado e dizia-lhe: "Oh, pense em outra coisa. Não posso falar sobre isso!" Chefes da igreja americana publicaram, artigos reclamando sobre este ato de Dietrich. 

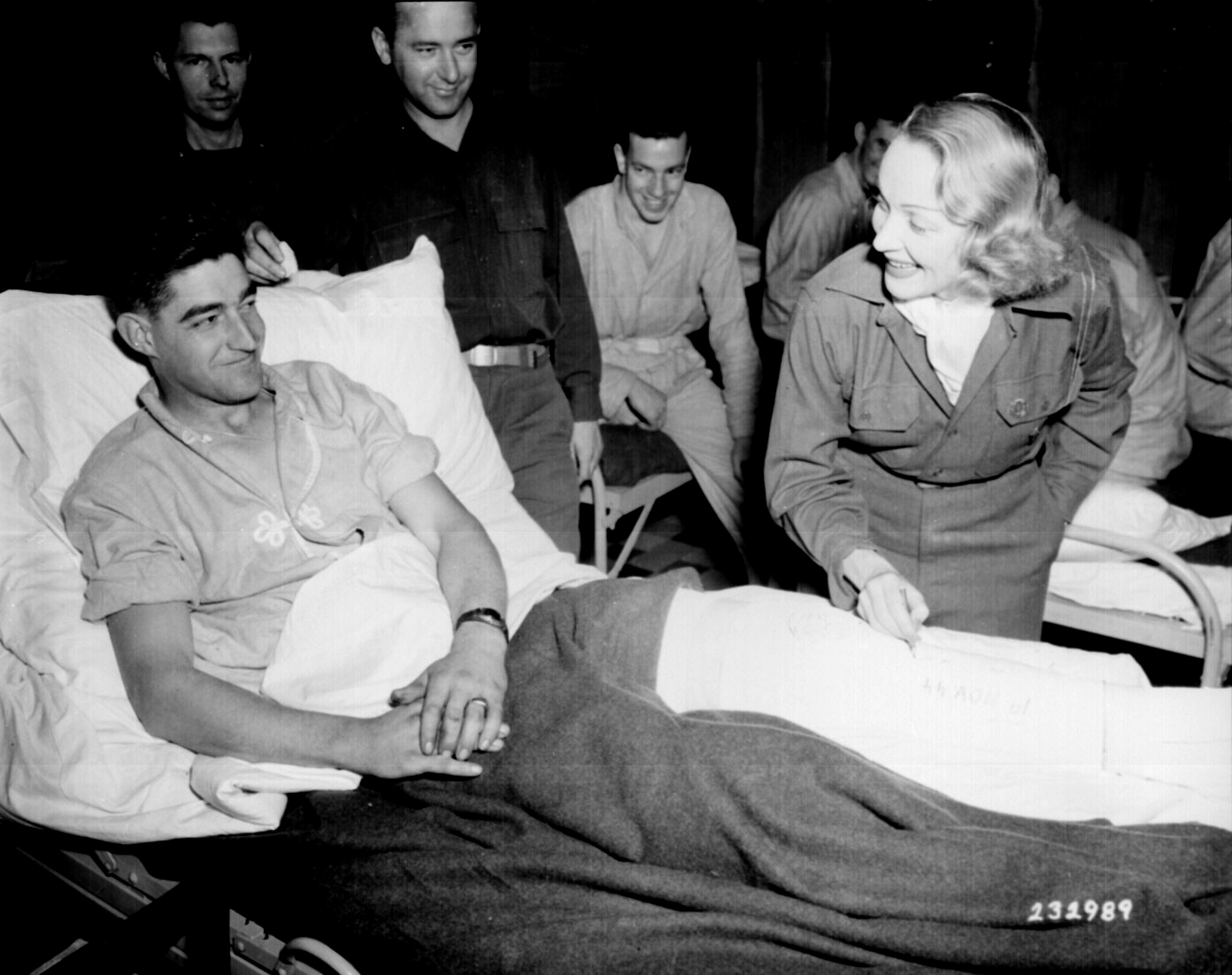
Marlene Dietrich autografando o gesso da perna de um soldado, em 1944

Em 1944, o Morale Operations Branch do Agência de Serviços Estratégicos (Office of Strategic Services) iniciou o projeto Musak, com transmissões de propaganda musicais destinadas a desmoralizar os soldados inimigos. Dietrich, foi a única artista que estava ciente de que suas gravações seriam para uso do OSS e registrou canções em alemão para o projeto, incluindo "Lili Marleen", uma das favoritas dos soldados de ambos os lados do conflito. O Major General William J. Donovan, chefe da OSS, escreveu a Dietrich: "Eu estou profundamente grato por sua generosidade em fazer essas gravações para nós."
No fim da guerra na Europa, Dietrich foi ao encontro da sua irmã que estava casada e com filho. Eles haviam residido na cidade alemã de Belsen, ao longo dos anos de guerra, e criado um cinema frequentado por oficiais nazistas e oficiais que supervisionaram o campo de concentração de Bergen-Belsen. A mãe de Dietrich permaneceu em Berlim durante a guerra, e ela e seu marido mudaram-se para uma fazenda no Vale de San Fernando da Califórnia. Dietrich testemunhou em favor de sua irmã e do marido de sua irmã, protegendo-os de possível processo como colaboradores nazistas. Dietrich viria a omitir a existência de sua irmã e o filho de sua irmã em todos os anos de sua vida, renegando-lhes completamente e reivindicando ser filha única. Dietrich foi condecorada com a Medalha da Liberdade pelos EUA em 1947, vindo a afirmar que este era o seu maior orgulho. Ela também foi premiada com o Légion d'honneur pelo governo francês como reconhecimento por seu trabalho nos tempos de guerra. 

### Carreira Musical e anos seguintes

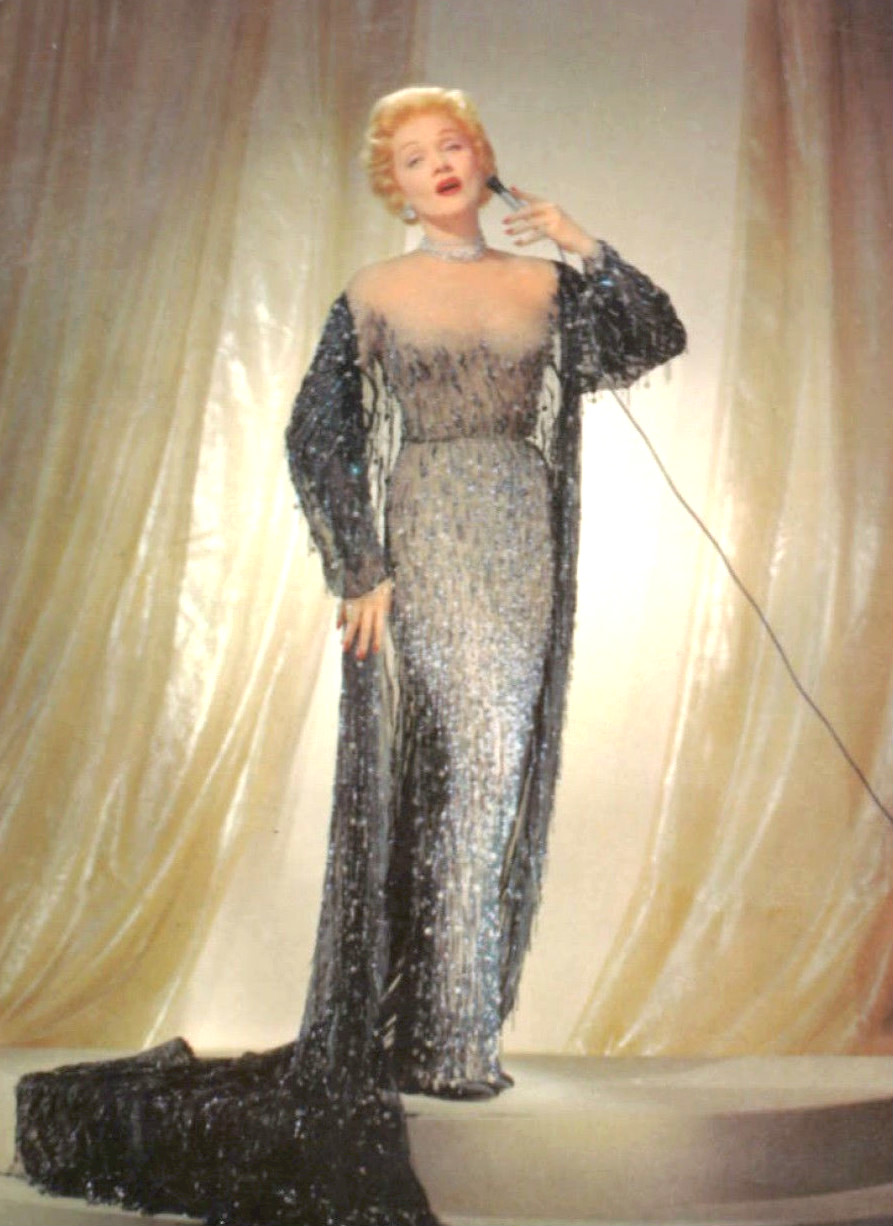
Foto promocional da performance de Marlene Dietrich no Sahara Hotel, 1953

A partir do início dos anos 1950 até meados da década de 1970, Dietrich trabalhou quase exclusivamente como um artista de cabaré muito bem paga, tocando ao vivo em grandes cinemas de grandes cidades em todo o mundo.
Em 1953, foi oferecido a Dietrich um então valor substancial de US$ 30 000 por semana, para aparecer ao vivo no Sahara Hotel em de Las Vegas. O show foi curto, consistindo apenas em algumas canções associadas a ela. Sua ousadia foi demonstrada quando usou um "vestido nu", que consistia em um vestido de noite frisado de soufflé de seda, o que dava a ilusão de transparência. Criado por Jean Louis, a vestimenta atraiu um grande público e foi sucesso de publicidade. Esse show foi tão bem sucedido que ela assinou contrato para aparecer no Café de Paris em Londres no ano seguinte; seus contratos de Las Vegas também foram renovados. 
Dietrich empregou Burt Bacharach como seu arranjador musical a partir de meados da década de 1950, juntos eles refinaram seus espetáculos em boate, transformando-o em um ambicioso "One-woman-show", com um repertório expandido. Seu repertório incluiu músicas de seus filmes, bem como canções populares da época. Os arranjos de Bacharach ajudaram a disfarçar o vocal limitado de Dietrich - que era contralto, tornando as canções com o máximo teor dramático possível. Juntos, eles gravaram quatro álbuns e vários singles entre 1957 e 1964. Em uma entrevista na TV em 1971, ela creditou Bacharach, como sendo a "inspiração" para performar durante todos esses anos. Ela costumava executar a primeira parte de seu show com um de seus vestidos e casaco de peles, mudando para a cartola e fraque na segunda metade do espetáculo. Isto permitiu-lhe cantar canções geralmente associados com cantores, como "One for My Baby" e "I've Grown Accustomed to Her Face". "Ela ... transcende em sua matéria," disse Peter Bogdanovich. Francis Wyndham fez uma avaliação mais crítica do fenômeno Dietrich em concertos. Ele escreveu em 1964: "O que ela faz não é difícil, nem descontraído, mas só o fato de fazê-lo, enche os espectadores de admiração... É preciso duas coisas para fazer o truque de mágica: o truque de mãos do ilusionista e o desejo do fantoche de ser enganado. Para esses elementos necessários (a sua própria competência técnica e sentimentalismo de sua audiência) Marlene Dietrich adiciona uma terceira força misteriosa de sua crença em sua própria magia. Aqueles que se veem incapazes de compartilhar essa crença tendem a culpar a si mesmos, em vez dela". Seu uso de roupas que esculpiam o corpo, facelifts não-cirúrgicos e temporários, maquiagem e perucas, combinados com iluminação de palco muito bem cuidada, ajudou a preservar a imagem glamourosa de Dietrich enquanto ela envelheceu.

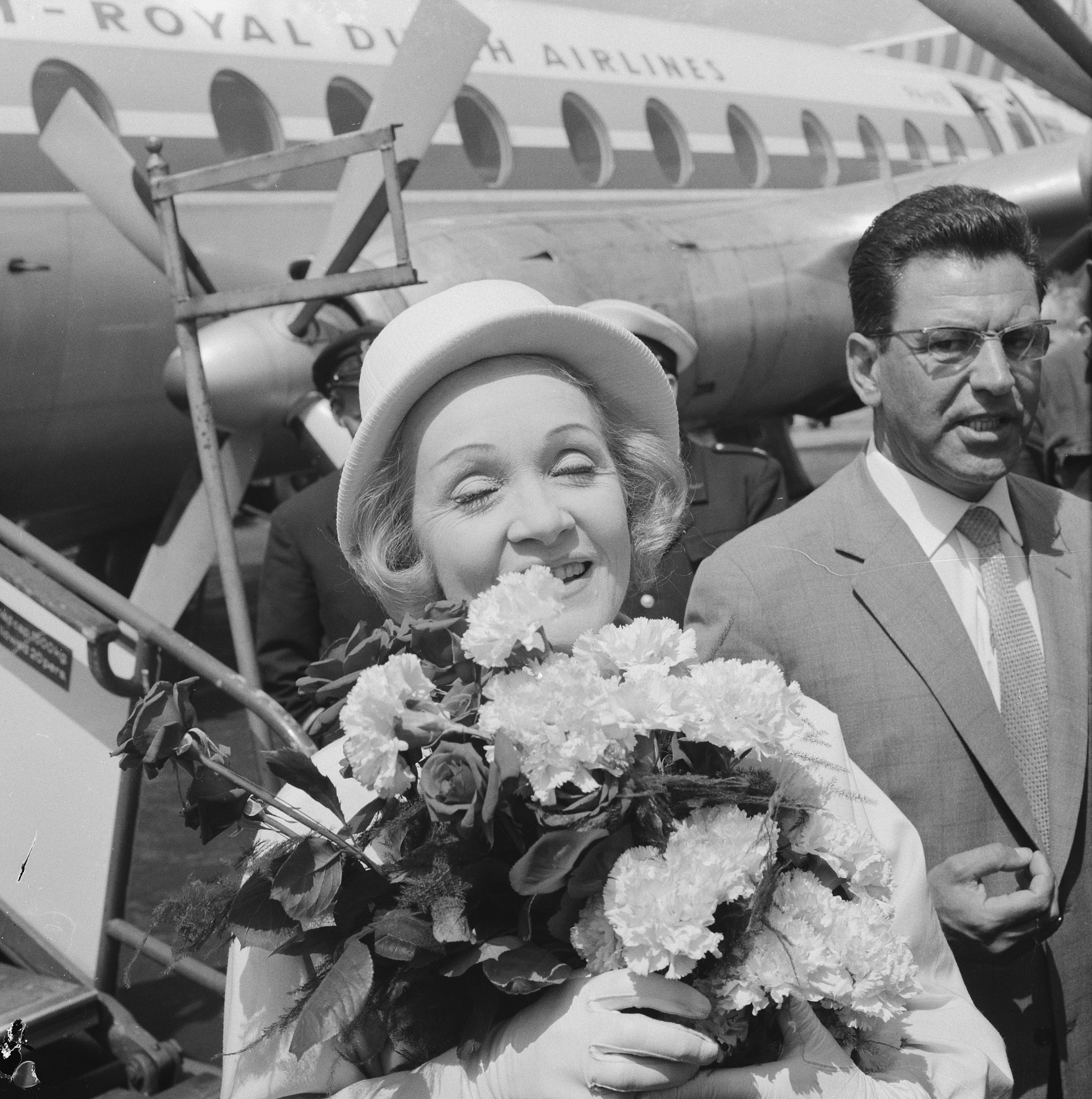
Marlene Dietrich em visita a Israel, 1962.

O retorno de Dietrich para a Alemanha Ocidental em 1960, para uma turnê de concertos, foi recebida com uma recepção mista, apesar da imprensa ser consistentemente negativa, protestos ruidosos por alemães que achavam que ela havia traído sua terra natal, e duas ameaças de bomba, sua performance atraiu enormes multidões. Durante suas apresentações no teatro Berlim Titania Palast, manifestantes gritavam: "Marlene Go Home!". Por outro lado, Dietrich foi recebida calorosamente por outros alemães, incluindo o prefeito de Berlim, Willy Brandt, que era, assim como Dietrich, um adversário dos nazistas e tinham vivido no exílio durante a guerra. A turnê foi um triunfo artístico, mas um fracasso financeiro. Ela ficou emocionalmente esgotada pela hostilidade que ela encontrou e jurou nunca mais visitar sua terra natal novamente. A Alemanha Oriental, no entanto, recebeu-a bem. Ela também visitou Israel na mesma época, foi bem recebida; e cantou algumas canções em alemão durante seus shows, incluindo, uma versão alemã do hino antiguerra de Pete Seeger "Where Have All the Flowers Gone", quebrando assim o tabu não-oficial contra o uso do idioma alemão em Israel. Ela se tornaria a primeira mulher e alemã a receber o "Israeli Medallion of Valor" em 1965, "em reconhecimento a sua adesão corajosa de princípio histórico e consistente, de amizade com o povo judeu". Dietrich in London, um álbum ao vivo, foi gravado durante a temporada de 1964 no Queen's Theatre.
Ela se apresentou na Broadway duas vezes (em 1967 e 1968) e ganhou um Tony Award em 1968. Em novembro de 1972, “I Wish You Love”, uma versão da Broadway do show de Dietrich intitulado “An Evening With Marlene Dietrich”, foi filmado em Londres. Ela recebeu US$ 250 000 para sua apresentação, mas estava descontente com o resultado. O show foi transmitido no Reino Unido na BBC e em os EUA pela CBS em janeiro de 1973.[carece de fontes?]

### Últimos anos e aposentadoria
Em seus 60 anos, a saúde de Dietrich diminuiu: ela sobreviveu a um câncer cervical em 1965. E sofria de má circulação nas pernas. Dietrich tornou-se cada vez mais dependente de analgésicos e álcool. A queda palco do Shady Grove Feira da Música em Maryland em 1973 feriu a coxa esquerda, necessitando de enxertos de pele para permitir que a ferida cicatrizasse. Ela fraturou a perna direita em agosto de 1974. "Você acha que isso é fascinante? Isso é uma grande vida e que eu faço isso por minha saúde? Bem, não é. Talvez uma vez, mas não agora", disse Dietrich a Clive Hirschhorn em 1973, explicando que ela continuou a trabalhar apenas pelo dinheiro. 
Carreira de shows de Dietrich em grande parte terminou em 29 de setembro de 1975, quando ela caiu do palco e quebrou sua coxa durante um show em Sydney, Austrália. No ano seguinte, seu marido, Rudolf Sieber, morreu de câncer em 24 de junho de 1976.
A última aparição de Dietrich em foi um filme foi uma participação especial em “Just a Gigolo” (1979), estrelado por David Bowie e dirigido por David Hemmings, no qual ela cantou a canção título.
Ela tornou-se alcoólatra, dependente de analgésicos, e acabou retirando-se para seu apartamento na 12, Avenue Montaigne, em Paris. Ela passou os últimos 11 anos de sua vida em sua maioria acamada, permitindo que somente um seleto grupo, incluindo familiares e empregados a entrar no apartamento. Sua autobiografia, Nehmt nur mein Leben (Just My Life), foi publicada em 1979. 
Em 1982, Dietrich concordou em participar de um documentário sobre sua vida, “Marlene” (1984), mas recusou ser filmada. Ao diretor do filme, Maximilian Schell, foi permitido apenas gravar sua voz. Ele usou entrevistas com ela como base para o filme, definido como uma colagem de trechos de filmes de sua carreira. O filme ganhou vários prêmios de cinema europeu e recebeu uma nomeação de Oscar para Melhor Documentário em 1984. A revista Newsweek nomeou-o "um filme único, talvez o mais fascinante documentário já feito sobre uma grande estrela de cinema". 
Em uma entrevista com a revista alemã Der Spiegel em novembro de 2005, a filha e neto de Dietrich afirmam que ela era politicamente ativa durante estes anos. Ela manteve-se em contato com os líderes mundiais por telefone, incluindo Ronald Reagan e Mikhail Gorbachev, correndo-se uma fatura mensal de mais de US$ 3 000. Em 1989, seu apelo para salvar os Estúdios Babelsberg de encerramento foi transmitido pela Rádio BBC, e ela falou para a televisão via telefone pela ocasião da queda do Muro de Berlim no final daquele ano.

### Morte e funeral
Em 7 de maio de 1992, Dietrich morreu de insuficiência renal em seu apartamento em Paris, aos 90 anos. Sua cerimônia de funeral foi realizada em La Madeleine, em Paris, uma igreja católica-romana (apesar de Dietrich ter sido ateia) em 14 de maio de 1992.

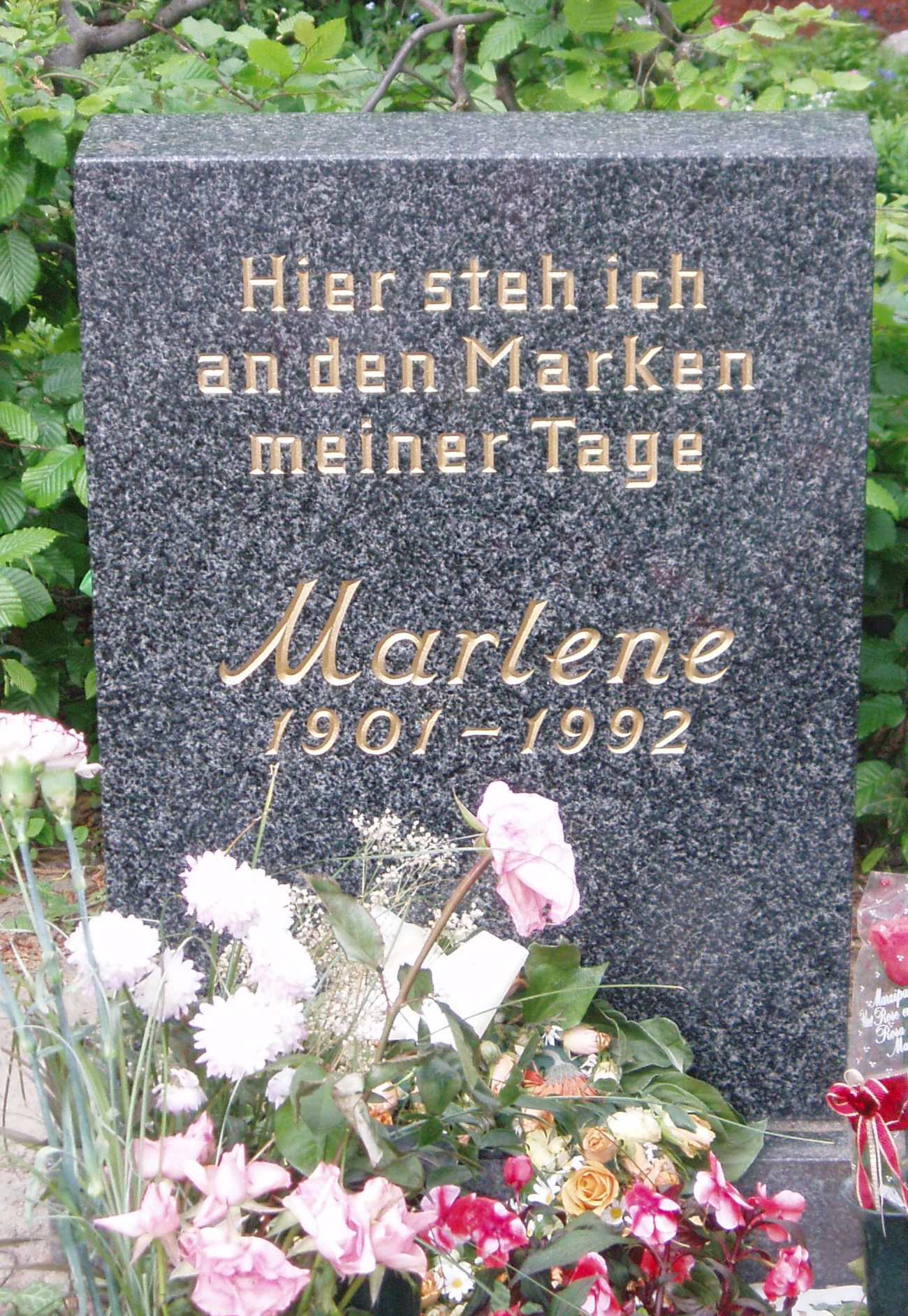
Sepultura de Marlene Dietrich no Friedhof Schöneberg III m Berlim.

O funeral de Dietrich teve a participação de aproximadamente 1 500 rezadeiras na própria igreja - incluindo vários embaixadores da Alemanha, da Rússia, dos EUA, Reino Unido e outros países, com milhares] de pessoas ao lado de fora do local. Seu caixão fechado descansou sob o altar coberto pela bandeira francesa e adornado com um simples buquê de flores silvestres brancas e rosas do presidente francês, François Mitterrand. Três medalhas, incluindo Legião de Honra da França e a Medalha da Liberdade dos Estados Unidos, foram exibidas ao pé do caixão, em estilo militar, para uma cerimônia que simbolizava o sentimento de Dietrich em sua luta pessoal contra Nazismo. Sua filha colocou um crucifixo de madeira, de St. Christopher. O sacerdote que realizou a cerimônia comentou: "Todo mundo conhecia a sua vida como uma artista do cinema e da música, e todo mundo sabia de seus momentos difíceis... Ela viveu como um soldado e gostaria de ser enterrada como um soldado". Por uma coincidência do destino a foto dela foi usada no cartaz do Festival de Cannes do mesmo ano, que estava colada por toda Paris. Após a queda do Muro de Berlim, Dietrich instruiu em seu testamento que era para ser sepultada em sua cidade natal, Berlim, perto de sua família; em 16 de maio seu corpo foi levado lá para cumprir o seu desejo. Dietrich foi enterrada no Friedhof Schöneberg III, Berlim-Schöneberg, ao lado do túmulo de sua mãe, Josefine von Losch, e perto da casa onde ela nasceu.

### Vida pessoal
Ao contrário de sua condição de celebridade profissional, que foi cuidadosamente elaborada e mantida, a vida pessoal de Dietrich foi mantida fora da vista pública. Dietrich era bissexual e desafiou os papéis de gênero convencionais através do boxe em Turkish Trainer, um estúdio de boxe, o Prizefighter Sabri Mahir em Berlim, que abriu para mulheres no final de 1920. A escritora austríaca Hedwig (Vicki) Baum lembra em seu livro de memórias, "Eu não sei como o elemento feminino se esgueirou para dentro desses reinos masculinos [o estúdio] de boxe, mas em qualquer caso, apenas três ou quatro de nós foram duras o suficiente para ir completamente com ele (Marlene Dietrich era uma delas)".

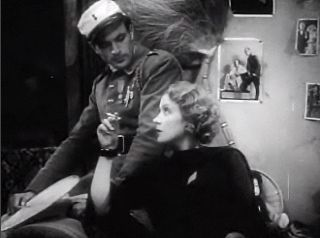
Gary Cooper e Marlene Dietrich no filme Marrocos (1930).

Ela foi casada uma vez, com o assistente do diretor de Rudolf Sieber, que mais tarde tornou-se assistente de direção da Paramount Pictures na França, responsável pela dublagem em língua estrangeira. A única filha de Dietrich, Maria Elisabeth Sieber, nasceu em Berlim, em 13 de dezembro de 1924. Ela viria a se tornar uma atriz, trabalhando principalmente na televisão, conhecida como Maria Riva. Quando Maria deu à luz um filho (John, um famoso designer de produção) em 1948, Dietrich foi apelidada de "avó mais glamourosa do mundo". Após a morte de Dietrich, Riva publicou uma biografia de sua mãe, intitulado Marlene Dietrich (1992).
Ao longo de sua carreira Dietrich teve uma sequência interminável de amantes, alguns duraram décadas outros tiveram curta duração; eles foram quase todos conhecidos por seu marido, a quem ela tinha o hábito de passar as cartas de amor de seus homens, às vezes com comentários mordazes. Quando Dietrich filmava Marrocos (1930), ela encontrou tempo para ter um caso com Gary Cooper, apesar da presença constante no set da atriz mexicana, e temperamental Lupe Vélez, com quem Cooper estava tendo um romance. Vélez disse uma vez: "Se eu tivesse a oportunidade de fazê-lo, eu iria arrancar os olhos de Marlene Dietrich". Durante as filmagens de “Destry Rides Again”, Dietrich começou um romance com o co-star James Stewart, que terminou depois das filmagens. Em 1938, Dietrich conheceu e começou um relacionamento com o escritor Erich Maria Remarque, e em 1941, o ator francês e herói militar Jean Gabin. Seu relacionamento terminou em meados de 1940. Ela também teve um caso com a escritora cubano-americana Mercedes de Acosta, que era amante de Greta Garbo.

Marlene Dietrich e sua amiga Edith Piaf em 1959.

Sewing circle era uma frase usada por Dietrich para descrever relacionamentos entre lésbicas e bissexuais enrustidas. Na suposta "Marlene's Sewing Circle" são mencionados nomes de amigas como Ann Warner (a esposa de Jack L. Warner, um dos donos dos estúdios Warner), Lili Damita (uma velha amiga de Marlene de Berlim e esposa de Errol Flynn), Claudette Colbert, e Dolores del Río (que Dietrich considerava a mais bela mulher em Hollywood). A cantora francesa Edith Piaf foi também uma das amigas mais próximas quando Marlene ia para Paris, nos anos 1950 e sempre houve boatos da relação das duas. Sua última grande paixão, foi o ator Yul Brynner, com quem ela teve um caso que durou mais de uma década.
A família de Dietrich a induziu a seguir o Luteranismo, mas ela perdeu a fé devido a experiências de Battlefront durante seu tempo com o exército dos Estados Unidos. "Eu perdi minha fé durante a guerra e não posso acreditar que todos aqueles que perdi, estão todos lá em cima, voando ao nosso redor ou sentado em mesas". Ela disse uma vez: "Se Deus existe, ele precisa de rever seu plano”.
No entanto, de acordo com a sua filha, Maria Riva, Dietrich sempre viajou com uma mochila contendo muitos medalhões religiosos (por exemplo, o St. Christopher), mostrando-lhe o desejo de manter sua fé. Além disso, durante seus anos reclusos em Paris, Dietrich fortemente abraçou o catolicismo romano. Em 14 de maio de 1992, sua cerimônia fúnebre foi realizada em sua igreja parisiense favorita, La Madeleine.
Dietrich era fluente em três línguas – a de sua terra natal, Alemão, Inglês e Francês.

## Legado
Dietrich era um ícone da moda de designers de prestígio, bem como um ícone da tela que as estrelas de mais tarde viria a seguir. Ela disse uma vez: "Eu me visto para mim. Não para a imagem, não para o público, não para a moda, não para os homens". Sua imagem pública desafiava abertamente as normas sexuais, e ela era conhecida por seus personagens andróginos e sua bissexualidade. 
Um volume significativo de literatura acadêmica, especialmente desde 1975, analisa a imagem de Dietrich, como criada pela indústria cinematográfica, nos diferentes quadros teóricos, incluindo o da psicanálise. A ênfase é colocada, nomeadamente, sobre a manipulação "fetichista" da imagem feminina. 
A luxuosa fabricante de canetas MontBlanc, produziu uma edição limitada, chamada "Marlene Dietrich", uma caneta para comemorar a vida de Dietrich. É banhada a platina e tem um profundo azul safira incrustado.
Para alguns alemães, Dietrich permaneceu uma figura controversa porque se alinhou com os inimigos da Alemanha nazista durante a Segunda Guerra Mundial. Em 1996, depois de algum debate, foi decidido não nomear com seu nome uma rua em Berlim-Schöneberg, sua cidade natal. No entanto, em 8 de novembro de 1997, o centro Marlene-Dietrich-Platz foi apresentado em Berlim para honrá-la. A comemoração lê: Berliner Weltstar des Films und des Chansons. Einsatz für und Freiheit Demokratie, für Berlin und Deutschland ("Estrela mundial de Berlim de cinema e música. Dedicação para a liberdade e a democracia, para Berlim e a Alemanha").
Dietrich tornou-se cidadã honorária de Berlim em 16 de maio de 2002.
O Governo dos EUA concedeu Dietrich a Medalha da Liberdade por seu trabalho de guerra. Dietrich citou dizendo que esta honra era o motivo de maior orgulho de sua vida. Eles também concederam-lhe a Medalha Entretenimento Operação. O Governo francês fez dela uma Chevalier (promovido mais tarde aos Commandeur) da Légion d'honneur e um Commandeur dos Ordre des Arts et des Lettres. Seus outros prêmios incluem o Medallion of Honor do Estado de Israel, a Fundação Moda da América prêmio e um Chevalier de l 'Ordre de Leopold (Bélgica).
Em 2000, um filme biográfico alemão “Marlene” foi feito, dirigido por Joseph Vilsmaier e estrelado por Katja Flint como Dietrich. 

## Patrimônio
Em 24 de outubro de 1993, a maior parte da propriedade de Dietrich foi vendida ao Stiftung Deutsche Kinemathek-after. Uma coleção que inclui: mais de 3 000 artigos têxteis de 1920 a 1990, incluindo figurinos de cinema e teatro, bem como mais de mil itens do guarda-roupa pessoal de Dietrich; 15 000 fotografias, por Cecil Beaton, Horst P. Horst, George Hurrell, Lord Snowdon e Edward Steichen; 300 000 páginas de documentos, incluindo correspondência com Burt Bacharach, Yul Brynner, Maurice Chevalier, Noël Coward, Jean Gabin, Ernest Hemingway, Karl Lagerfeld, Nancy e Ronald Reagan, Erich Maria Remarque, Josef von Sternberg, Orson Welles e Billy Wilder; bem como outros itens, como cartazes de filmes e gravações sonoras. 
O conteúdo do apartamento em Manhattan, junto com outros objetos pessoais como joias e peças de vestuário, foram vendidos pela Sotheby (Los Angeles), em 1 de novembro de 1997. O próprio apartamento (localizado na 993° Park Avenue) foi vendido para US$ 615 000 em 1998.

## Prêmios e indicações
- Marlene foi indicada para Oscar de 1931, na categoria de melhor atriz, pela atuação em Marrocos.
- Em 1958, foi indicada ao Globo de Ouro, na categoria de melhor atriz de cinema - drama, por Testemunha de Acusação (1957). No mesmo ano recebeu o Golden Laurel, como segunda colocada na categoria de melhor atriz por Testemunha de Acusação.
- Em 1999, o American Film Institute (AFI), elegeu Marlene Dietrich como a 9ª Lenda Feminina do cinema Americano.

## Filmografia

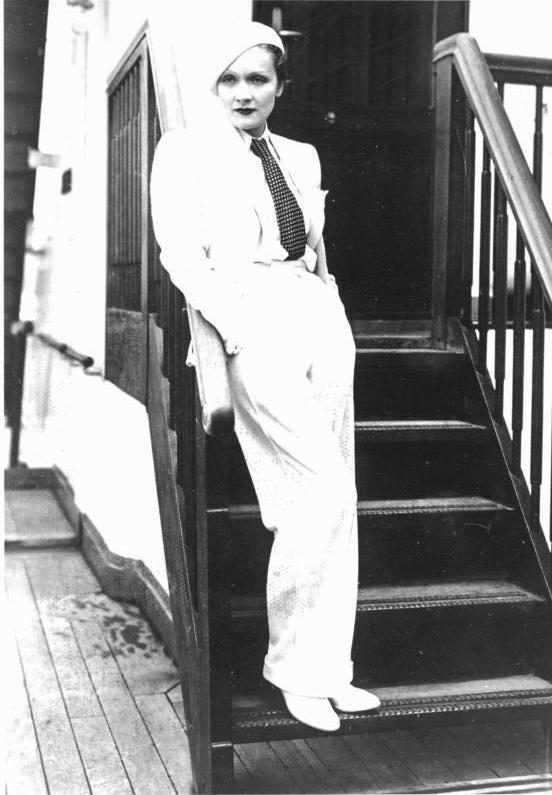
Marlene Dietrich em 1933

Todos os títulos em português referem-se a exibições no Brasil.
- 1922 - Der Kleine Napoleon
- 1923 - Tragödie der Liebe
- 1923 - Der Mensch am Wege
- 1923 - Der Sprüng ins Leben
- 1925 - Rua das Lágrimas (Die Freudlose Gasse)
- 1926 - Manon Lescaut (Manon Lescaut)
- 1926 - A Moderna Du Barry (Eine Du Barry von Heute)
- 1926 - A Madame Não Quer Filhos (Madame Wünscht Keine Kinder)
- 1926 - Kopf Hoch, Charly!
- 1927 - O Barão Imaginário (Der Juxbaron)
- 1927 - Seine Grösster Bluff
- 1927 - Café Elektric
- 1928 - A Arte do Amor (Prinzessin Olala)
- 1929 - O Favorito das Damas (Ich Küsse Ihre Hand, Madame)
- 1929 - Flor de Paixão (Die Frau, Nach der Man Sich Sehnt)
- 1929 - Homens Sem Lei (Das Schiff der Verlorenen Menschen)
- 1929 - Noites de Amor (Gefahren der Brautzeit)
- 1930 - O Anjo Azul (Der Blaue Engel)
- 1930 - Marrocos (Morocco)
- 1931 - Desonrada (Dishonored)
- 1932 - O Expresso de Xangai (Shanghai Express)
- 1932 - A Vênus Loira (Blonde Venus)
- 1933 - O Cântico dos Cânticos (The Song of Songs)
- 1934 - A Imperatriz Galante (The Scarlet Empress)
- 1935 - Mulher Satânica (The Devil Is a Woman)
- 1936 - Desejo (Desire)
- 1936 - I Loved a Soldier; inacabado
- 1936 - O Jardim de Alá (The Garden of Allah)
- 1937 - O Amor Nasceu do Ódio (Knight Without Armour)
- 1937 - Anjo (Angel)
- 1939 - Atire a Primeira Pedra (Destry Rides Again)
- 1940 - A Pecadora (Seven Sinners)
- 1941 - Paixão Fatal (The Flame of New Orleans)
- 1941 - Aquela Mulher (Manpower)
- 1942 - A Mãe Solteira (The Lady Is Willing)
- 1942 - A Indomável (The Spoilers)
- 1942 - Ódio e Paixão (Pittsburgh)
- 1944 - Epopeia da Alegria (Follow the Boys); atriz convidada
- 1944 - Kismet (Kismet)
- 1946 - Mulher Perversa (Martin Roumagnac)
- 1947 - Cigana Feiticeira (Golden Earrings)
- 1948 - A Mundana (A Foreign Affair)
- 1949 - Quebra-Cabeça (Jigsaw)
- 1950 - Pavor nos Bastidores (Stage Fright)
- 1951 - Na Estrada do Céu (No Highway in the Sky)
- 1952 - O Diabo Feito Mulher (Rancho Notorious)
- 1956 - A Volta ao Mundo em 80 Dias (Around the World in 80 Days)
- 1956 - Aconteceu em Monte Carlo (The Monte Carlo Story)
- 1957 - Testemunha de Acusação (Witness for the Prosecution)
- 1958 - A Marca da Maldade (Touch of Evil)
- 1961 - Julgamento em Nuremberg (Judgment at Nuremberg)
- 1962 - A Raposa Negra (The Black Fox)
- 1964 - Paris Quando Alucina (Paris When it Sizzles)
- 1978 - Apenas um Gigolô (Just a Gigolo)

## Discografia
| Faixas do álbum |
| --- |
| 1. Lili Marlene 2. Mean to me 3. Annie doesn’t live here anymore 4. The surrey with the fringe on top 5. Time on my hands 6. Taking a chance on Love 7. Miss Otis regrets 8. I couldn’t sleep a wink last night |

| Faixas do álbum |
| --- |
| 1. Introduction by Noël Coward 2. La vie en rose 3. Boys in the backroom 4. Lazy afternoon 5. Lola 6. Look me over closely 7. Don’t ask me why 8. No Love, no nothin' 9. The laziest gal in town 10. Go way from my window 11. Johnny 12. Lili Marlene 13. Falling in love again |

| Faixas do álbum |
| --- |
| 1. Look me over closely 2. You’re the cream in my coffee 3. My blue heaven 4. The boys in the backroom 5. Das Lied ist aus 6. Je tire ma reverence 7. Alright, okay, you win 8. Makin’ Whoopee ! 9. I’ve grown accustomed to her face 10. One for my baby 11. Maybe I’ll come back 12. Luar do sertão |

| Faixas do álbum |
| --- |
| 1. Ich bin von Kopf bis Fuß auf Liebe eingestellt 2. Ich bin die fesche Lola 3. Wer wird denn weinen 4. Mein blondes Baby 5. Peter 6. Allein 7. Wenn ich mir was wünschen dürfte 8. Johnny 9. Marie - Marie 10. Lili Marlene 11. Ich weiß nicht, zu wem ich gehöre 12. Ich hab noch einen Koffer in Berlin 13. Ein richtiger Mann (Kinder, heut abend) |

| Faixas do álbum |
| --- |
| 1. Wenn die Soldaten 2. Die Antwort weiß ganz allein der Wind 3. In den Kasernen 4. Und wenn er wiederkommt 5. Auf der Mundharmonika 6. Der Trommelmann 7. Wenn der Sommer wieder einzieht 8. Ich werde dich lieben 9. Paff, der Zauberdrachen 10. Scht. kleines Baby 11. Mutter, hast Du mir vergeben |

| Faixas do álbum |
| --- |
| 1. Solang’ noch unter’n Linden 2. Du hast ja keine Ahnung 3. Durch Berlin fließt immer noch die Spree 4. Nach meine Beene ist ja ganz Berlin verrückt 5. Ja. das haben die Mädchen so gerne 6. Wenn ein Mädel einen Herrn hat 7. Lieber Leierkastenmann 8. Das war in Schöneberg 9. Unter’n Linden, unter’n Linden 10. Das war sein Milljöh 11. Wenn Du einmal eine Braut hast 12. Es gibt im Leben manchesmal 13. Momente 14. Wo hast Du nur die schönen blauen Augen her 15. Das ist Berlin wie’s weint, das ist Berlin wie’s lacht 16. Solang’ noch unter’n Linden |

| Faixas do álbum |
| --- |
| 1. I can’t give you anything but love 2. The laziest gal in town 3. Shir Hatan 4. La vie en rose 5. Johnny 6. Go ‘way from my window 7. Allein in einer großen Stadt 8. Lili Marlene 9. Frag’ nicht, warum ich gehe 10. Lola 11. I wish you love 12. Marie Marie 13. Honeysuckle Rose 14. Falling in love again |